# Chili op de Olympische Zomerspelen 2008
Chili nam deel aan de Olympische Zomerspelen 2008 in Peking, China. Het was de 21e deelname van het land. Bij de openingsceremonie werd de nationale vlag gedragen door tennisser en regerend olympisch kampioen Fernando González. 
Er namen 26 sporters (20 mannen en 6 vrouwen) deel in veertien olympische sportdisciplines. Roeister Soraya Jadué, tennisser Nicolás Massú en wielrenner Marco Arriagada namen voor de derde keer deel, zes mannen en een vrouw voor de tweedemaal. In de atletiek werd voor de 21e keer deelgenomen, in de schietsport voor de zeventiende keer, in het wielrennen voor de veertiende keer, in het schermen voor de tiende keer, in de paardensport en het roeien voor de achtste keer, in het tennis, zeilen en zwemmen voor de zevendemaal, in de moderne vijfkamp voor de zesdemaal, in het judo voor de vierdemaal en voor de tweedemaal in het gewichtheffen, kanovaren en triatlon. 
Aan de twaalf behaalde medailles tot nu toe werd er op deze editie een aan toegevoegd. Tennisser Fernando González won de zilveren medaille in het enkelspel.

## Medailleoverzicht
| Sport  | Olympiër          | Onderdeel     | Medaille |
| ------ | ----------------- | ------------- | -------- |
| Tennis | Fernando González | enkelspel (m) | Zilver   |

## Deelnemers en resultaten

### Atletiek
| Olympiër (deelname)     | Onderdeel       | Resultaat | Prestatie |
| ----------------------- | --------------- | --------- | --- |
| Cristián Reyes          | 200m (m)        | 47e       | serie 3: 7de in 21,20 |
| Roberto Echeverría      | marathon (m)    | 49e       | 2:23.54 |
| Marco Antonio Verni (2) | kogelstoten (m) | 39e       | kwalificatie groep A: 19de met 17,96m |
| Ignacio Guerra          | speerwerpen (m) | 24e       | kwalificatie groep A: 13de met 73,03m |
| Gonzalo Barroilhet      | tienkamp (m)    | DNF       | 100m: 33ste in 11,33 (769 punten) verspringen: 19de met 7,08m (833 punten) kogelstoten: 34ste met 13,23m (681 punten) hoogspringen: 23ste met 1,93m (740 punten) 400m: 30ste in 51,91 (729 punten) 110m horden: 9de in 14,26 (941 punten) discuswerpen: 10de met 46,07m (789 punten) polsstokhoogspringen: geen geldige poging7 |
|                         |                 |           | |
| Natalia Duco            | kogelstoten (v) | 22e       | kwalificatie groep A: 12de met 17,40m |

### Gewichtheffen
| Olympiër          | Onderdeel | Resultaat | Prestatie                                                   |
| ----------------- | --------- | --------- | ----------------------------------------------------------- |
| Elizabeth Poblete | -75kg (v) | 12e       | trekken: 12de met 91kg stoten: 12de met 106kg totaal: 197kg |

### Judo
| Olympiër     | Onderdeel | Resultaat | Prestatie                                           |
| ------------ | --------- | --------- | --------------------------------------------------- |
| Felipe Novoa | -66kg (m) | 21e       | voorronde: vrij 1ste ronde: V van ITA Casale: ippon |

### Kanovaren
| Olympiër         | Onderdeel | Resultaat | Prestatie                 |
| ---------------- | --------- | --------- | ------------------------- |
| Pablo McCandless | K-1 (m)   | 16e       | voorronde: 16de in 176,64 |

### Moderne vijfkamp
| Olympiër        | Onderdeel | Resultaat | Prestatie |
| --------------- | --------- | --------- | --- |
| Cristián Bustos | mannen    | 27e       | schietsport: 21ste met 178 punten (1072 punten) schermen: 33ste met 12 overwinningen (688 punten) zwemmen: 35ste in 2.15,26 (1180 punten) paardensport: 23ste met 296 strafpunten (904 punten) atletiek: 6de in 9.19,01 (1164 punten) totaal: 5008 punten |

### Paardensport
| Olympiër         | Onderdeel   | Resultaat | Prestatie                                                        |
| Eventing         | Eventing    | Eventing  | Eventing                                                         |
| ---------------- | ----------- | --------- | ---------------------------------------------------------------- |
| Sergio Iturriaga | individueel | DNF       | dressuur: 60ste met 63 strafpunten cross-country: niet gefinisht |

### Roeien
| Olympiër (deelname) | Onderdeel | Resultaat | Prestatie |
| ------------------- | --------- | --------- | --- |
| Óscar Vásquez       | skiff (m) | 16e       | serie 2: 3de in 7.39,58 kwartfinale 1: 4de in 7.06,61 halve finale C/D: 2de in 7.17,17 finale C: 4de in 7.07,02 |
|                     |           |           | |
| Soraya Jadué (3)    | skiff (v) | 17e       | serie 1: 5de in 8.04,08 kwartfinale 3: 4de in 7.51,52 halve finale C/D: 2de in 8.13,67 finale C: 5de in 7.48,35 |

### Schermen
| Olympiër (deelname) | Onderdeel | Resultaat | Prestatie                                                                  |
| ------------------- | --------- | --------- | -------------------------------------------------------------------------- |
| Paris Inostroza (3) | degen (m) | 17e       | 1ste ronde: W van JPN Nishida: 15-11 2de ronde: V van VEN Fernández: 10-15 |

### Schietsport
| Olympiër (deelname) | Onderdeel | Resultaat | Prestatie                                           |
| ------------------- | --------- | --------- | --------------------------------------------------- |
| Jorge Atalah (2)    | skeet (m) | 28e       | kwalificatie: 28ste met 111 punten (22-22-24-23-20) |

### Tennis
| Olympiër (deelname)             | Onderdeel      | Resultaat | Prestatie |
| ------------------------------- | -------------- | --------- | --- |
| Fernando González (2)           | enkelspel (m)  | Zilver    | 1ste ronde: W van CHN Sun: 6-4, 6-4 2de ronde: W van CRO Čilić: 6-4, 6-2 3de ronde: W van BEL Olivier Rochus: 6-0, 6-3 kwartfinale: W van FRA Mathieu: 6-4, 6-4 halve finale: W van USA Blake: 4-6, 7-5, 11-9 finale: V van ESP Nadal: 3-6, 6-7(2), 3-6 |
| Nicolás Massú (3)               | enkelspel (m)  | 17e       | 1ste ronde: W van BEL Darcis: 6-4, 7-5 2de ronde: V van ARG Nalbandian: 6-7(0), 1-6 |
| Fernando González Nicolás Massú | dubbelspel (m) | 17e       | 1ste ronde: V van RUS Toersoenov/Michail Joezjny: 6-7(5), 4-6 |

### Triatlon
| Olympiër        | Onderdeel | Resultaat | Prestatie  |
| --------------- | --------- | --------- | ---------- |
| Bárbara Riveros | vrouwen   | 25e       | 2:03.42,56 |

### Wielersport
| Olympiër (deelname) | Onderdeel        | Resultaat | Prestatie      |
| Baan                | Baan             | Baan      | Baan           |
| ------------------- | ---------------- | --------- | -------------- |
| Marco Arriagada (3) | puntenkoers (m)  | 18e       | 1 punt         |
| Mountainbike        |                  |           |                |
| Cristóbal Silva (2) | mannen           | 36e       | op 2 ronden    |
|                     |                  |           |                |
| Francisca Campos    | vrouwen          | 25e       | op 2 ronden    |
| Weg                 |                  |           |                |
| Patricio Almonacid  | wegwedstrijd (m) | DNF       | niet gefinisht |
| Gonzalo Garrido     | wegwedstrijd (m) | 70e       | 6:36.48        |

### Zeilen
| Olympiër (deelname)  | Onderdeel | Resultaat | Prestatie                               |
| -------------------- | --------- | --------- | --------------------------------------- |
| Matías del Solar (2) | laser (m) | 25e       | 170 punten: (3-34-30-25-21-9-25-23-DNF) |

### Zwemmen
| Olympiër (deelname) | Onderdeel           | Resultaat | Prestatie                   |
| ------------------- | ------------------- | --------- | --------------------------- |
| Oliver Elliot       | 50m vrije slag (m)  | 41e       | serie 7: 1ste in 22,75 (NR) |
|                     |                     |           |                             |
| Kristel Köbrich (2) | 800m vrije slag (v) | 20e       | serie 2: 2de in 8.34,25     |
| Kristel Köbrich (2) | 10km open water (v) | DNF       | niet gefinisht              |

Afghanistan · Albanië · Algerije · Amerikaanse Maagdeneilanden · Amerikaans-Samoa · Andorra · Angola · Antigua en Barbuda · Argentinië · Armenië · Aruba · Australië · Azerbeidzjan · Bahama's · Bahrein · Bangladesh · Barbados · België · Belize · Benin · Bermuda · Bhutan · Bolivia · Bosnië en Herzegovina · Botswana · Brazilië · Britse Maagdeneilanden · Bulgarije · Burkina Faso · Burundi · Cambodja · Canada · Centraal-Afrikaanse Republiek · Chili · China · Chinees Taipei · Colombia · Comoren · Congo-Brazzaville · Congo-Kinshasa · Cookeilanden · Costa Rica · Cuba · Cyprus · Denemarken · Djibouti · Dominica · Dominicaanse Republiek · Duitsland · Ecuador · Egypte · El Salvador · Equatoriaal-Guinea · Eritrea · Estland · Ethiopië · Fiji · Filipijnen · Finland · Frankrijk · Gabon · Gambia · Georgië · Ghana · Grenada · Griekenland · Groot-Brittannië · Guam · Guatemala · Guinee · Guinee‑Bissau · Guyana · Haïti · Honduras · Hongarije · Hongkong · Ierland · IJsland · India · Indonesië · Irak · Iran · Israël · Italië · Ivoorkust · Jamaica · Japan · Jemen · Jordanië · Kaaimaneilanden · Kaapverdië · Kameroen · Kazachstan · Kenia · Kirgizië · Kiribati · Koeweit · Kroatië · Laos · Lesotho · Letland · Libanon · Liberia · Libië · Liechtenstein · Litouwen · Luxemburg · Macedonië · Madagaskar · Malawi · Malediven · Maleisië · Mali · Malta · Marshalleilanden · Marokko · Mauritanië · Mauritius · Mexico · Micronesië · Moldavië · Monaco · Mongolië · Montenegro · Mozambique · Myanmar · Namibië · Nauru · Nederland · Nederlandse Antillen · Nepal · Nicaragua · Nieuw-Zeeland · Niger · Nigeria · Noord-Korea · Noorwegen · Oeganda · Oekraïne · Oezbekistan · Oman · Oostenrijk · Oost‑Timor · Pakistan · Palau · Palestina · Panama · Papoea-Nieuw-Guinea · Paraguay · Peru · Polen · Portugal · Puerto Rico · Qatar · Roemenië · Rusland · Rwanda · Saint Kitts en Nevis · Saint Lucia · Saint Vincent en Grenadines · Salomonseilanden · Samoa · San Marino · Sao Tomé en Principe · Saoedi-Arabië · Senegal · Servië · Seychellen · Sierra Leone · Singapore · Slovenië · Slowakije · Soedan · Somalië · Spanje · Sri Lanka · Suriname · Swaziland · Syrië · Tadzjikistan · Tanzania · Thailand · Togo · Tonga · Trinidad en Tobago · Tsjaad · Tsjechië · Tunesië · Turkije · Turkmenistan · Tuvalu · Uruguay · Vanuatu · Venezuela · Verenigde Arabische Emiraten · Verenigde Staten · Vietnam · Wit-Rusland · Zambia · Zimbabwe · Zuid-Afrika · Zuid-Korea · Zweden · Zwitserland
Uitgesloten van deelname: Brunei